# 徳島県道197号鞆奥港線
徳島県道197号鞆奥港線（とくしまけんどう197ごう ともおくこうせん）は、徳島県海部郡海陽町を通る一般県道である。

## 概要
鞆奥港から国道55号交点に至る。

### 路線データ
- 起点：海部郡海陽町鞆浦東町（鞆奥港）
- 終点：海部郡海陽町奥浦新町（国道55号交点）
- 距離：1.538 km[1]

## 歴史
- 1959年（昭和34年）1月31日 - 徳島県道73号鞆奥港線として認定（それまでの鞆奥鞆港線を変更）。
- 1972年（昭和47年）3月10日 - 現在の徳島県道197号として再認定。

## 地理

### 通過する自治体
- 徳島県
  - 海部郡海陽町

### 交差する道路
| 交差する道路              | 交差する場所 | 交差する場所 |
| ------------------------- | ------------ | ------------ |
| 徳島県道299号四方原海部線 | 奥浦新町     |              |
| 国道55号                  | 奥浦新町     | 終点         |

### 沿線
- 海陽町立海部小学校
- 海部郵便局